# Türkiye 2. Futbol Ligi 1996/97
Die Türkiye 2. Futbol Ligi 1996/97 war die 34. Spielzeit der zweithöchsten türkischen Spielklasse im professionellen Männer-Fußball. Sie wurde am 15. August 1996 mit dem 1. Spieltag der Qualifikationsrunde begonnen und am 21. Mai 1997 mit dem 18. und letzten Spieltag der Abstiegsrunde abgeschlossen.
In der Saison 1996/97 wurde die zweithöchste Spielklasse wie in der Vorsaison in drei Etappen ausgetragen. In der 1. Etappe wurde die Liga in eine Qualifikationsrunde (türkisch Kademe Grupları) in fünf Gruppen mit jeweils zehn Mannschaften mit Hin- und Rückspielen gespielt. Nach dem Ende der 1. Etappe wurden die ersten zwei Mannschaften aus allen Gruppen in eine gemeinsame Gruppe, der Aufstiegsrunde (türkisch Yükselme Grubu), aufgenommen, und spielten hier um den Aufstieg in die 1. Lig. Die restlichen Teams in den fünf Gruppen der Qualifikationsrunde spielten in unveränderter Gruppenkonstellation nun in einer Abstiegsrunde (türkisch Düşme Grupları) gegen den Abstieg in die 3. Lig. Sowohl die Aufstiegsrunde als auch die Abstiegsrunde stellten dabei die 2. Etappe dar und wurden mit Hin- und Rückspiel gespielt.
Die Mannschaften auf den ersten zwei Plätzen der Aufstiegsrunde stiegen direkt in die 1. Lig auf und die letzten zwei Mannschaften aller Gruppen der Abstiegsrunde stiegen in die 3. Lig ab. Während die Punkte aus der Qualifikationsrunde nicht in die Aufstiegsrunde mitgenommen wurden, wurden sie in der Abstiegsrunde unverändert mitgezählt. Die 3. Etappe wurde in Form einer Play-off-Runde durchgeführt. Die Mannschaften auf den Plätzen drei bis fünf der Aufstiegsrunde und alle Gruppenersten aller Abstiegsgruppen sollten im K.-o.-System den dritten und letzten Aufsteiger ausspielen.
Die 1. Etappe begann mit dem Saisonstart zum 15. August 1996 und endete zur Winterpause zum 10. Dezember 1996. Die nachfolgende 2. Etappe startete dann zum 14. Januar 1997 und endete am 12. Mai 1997. Die 3. und letzte Etappe, in denen die Play-offs gespielt wurden, wurde vom 20. Mai 1997 bis zum 25. Mai 1997 gespielt.
Zu Saisonbeginn waren zu den von der vorherigen Saison verbleibenden 37 Mannschaften die zwei Absteiger aus der 1. Lig Kayserispor, Eskişehirspor, Karşıyaka SK und die zehn Aufsteiger aus der damals drittklassigen 3. Lig Bingölspor, Hopaspor, İskenderunspor, Ankara Demirspor, Ünyespor, Muğlaspor, Kuşadasıspor, İnegölspor, Nişantaşıspor, Beylerbeyi SK hinzugekommen.
Die Saison beendete KDÇ Karabükspor als Meister und nahm damit nach vier Jahren wieder am Wettbewerb in der höchsten türkischen Spielklasse teil. Den Tabellenplatz zwei belegte Kayserispor und schaffte dadurch den direkten Wiederaufstieg in die 1. Lig. Über den Play-off-Sieg erzielte der Erstligaabsteiger Şekerspor die Teilnahme an der 1. Lig und schaffte damit nach einer vierundzwanzigjährigen Abstinenz wieder die Teilnahme an der 1. Lig. Im Play-off-Finale setzte sich der Verein mit einem 4:2-Sieg nach Elfmeterschießen gegen Adanaspor durch. Als Absteiger standen zum Saisonende Nişantaşıspor, Anadoluhisarı İdman Yurdu aus der Gruppe 1, Muğlaspor, Balıkesirspor aus der Gruppe 2, İnegölspor, Alanyaspor aus der Gruppe 3, Ünyespor aus der Gruppe 4 und İskenderunspor, Bingölspor aus der Gruppe 5 fest.
Während der Fahrt zum Auswärtsspiel gegen PTT prallte am 12. Januar 1997 der Mannschaftsbus von Erzincanspor mit einem Gefahrstofftransporter zusammen. Durch diesen Unfall wurden vier Personen tödlich verletzt, 24 Personen erlitten Verletzungen, wovon zehn schwer waren. Da der Verein aufgrund der vielen verletzen Spieler am Spielgeschehen nicht weiter teilnehmen konnte, wurde Erzincanspor vom türkischen Fußballverband von diesem befreit und alle restlichen Spiele mit einer 0:3-Niederlage gewertet. Erzincanspor wurde aber für die kommende Saison in der 2. Lig behalten, sodass statt der üblichen zehn Absteiger diese Saison neun Mannschaften abstiegen.
Der Aufsteiger Hopaspor Kulübü, kurz  Hopaspor, änderte seinen Namen in Artvin Hopaspor Kulübü, kurz Artvin Hopaspor, um.
Torschützenkönig der Liga wurde mit 22 Toren Nail Uğur Timurcioğlu von Kartalspor.

## Qualifikationsrunde

### Gruppe 1
| Pl. | Verein                    | Sp. | S  | U | N  | Tore    | Diff. | Punkte |
| --- | ------------------------- | --- | -- | - | -- | ------- | ----- | ------ |
| 1.  | KDÇ Karabükspor           | 18  | 10 | 5 | 3  | 028:100 | +18   | 35     |
| 2.  | Zonguldakspor             | 18  | 10 | 4 | 4  | 030:110 | +19   | 34     |
| 3.  | Kartalspor                | 18  | 8  | 9 | 1  | 022:100 | +12   | 33     |
| 4.  | Bakırköyspor              | 18  | 8  | 3 | 7  | 025:170 | +8    | 27     |
| 5.  | Gaziosmanpaşaspor         | 18  | 7  | 5 | 6  | 018:140 | +4    | 26     |
| 6.  | Sakaryaspor               | 18  | 5  | 6 | 7  | 015:180 | −3    | 21     |
| 7.  | Nişantaşıspor (N)         | 18  | 3  | 8 | 7  | 017:250 | −8    | 17     |
| 8.  | Edirnespor                | 18  | 4  | 5 | 9  | 014:300 | −16   | 17     |
| 9.  | Beylerbeyi SK (N)         | 18  | 4  | 4 | 10 | 015:300 | −15   | 16     |
| 10. | Anadoluhisarı İdman Yurdu | 18  | 3  | 7 | 8  | 016:350 | −19   | 16     |

| (N) | Neuaufsteiger aus der Türkiye 3. Futbol Ligi 1995/96 |

| Gruppe 1                  | KDÇ Karabükspor | Zonguldakspor | Kartalspor | Bakırköyspor | Gaziosmanpaşaspor | Sakaryaspor | Nişantaşıspor | Edirnespor | Beylerbeyi SK | Anadoluhisarı İdman Yurdu |
| ------------------------- | --------------- | ------------- | ---------- | ------------ | ----------------- | ----------- | ------------- | ---------- | ------------- | ------------------------- |
| KDÇ Karabükspor           |                 | 2:0           | 0:0        | 1:1          | 0:1               | 1:1         | 1:0           | 3:0        | 4:0           | 2:0                       |
| Zonguldakspor             | 0:0             |               | 0:2        | 2:1          | 1:0               | 2:0         | 2:1           | 6:0        | 5:0           | 5:1                       |
| Kartalspor                | 1:0             | 0:0           |            | 2:1          | 1:0               | 0:0         | 0:0           | 0:0        | 4:2           | 3:0                       |
| Bakırköyspor              | 1:2             | 0:1           | 1:2        |              | 1:3               | 1:0         | 3:1           | 0:2        | 1:0           | 6:0                       |
| Gaziosmanpaşaspor         | 1:3             | 1:0           | 0:0        | 0:1          |                   | 1:0         | 1:1           | 2:0        | 2:0           | 1:1                       |
| Sakaryaspor               | 0:0             | 1:0           | 1:3        | 0:2          | 2:0               |             | 5:0           | 2:1        | 1:0           | 1:3                       |
| Nişantaşıspor             | 0:3             | 1:1           | 1:0        | 0:2          | 1:1               | 1:1         |               | 1:1        | 0:2           | 1:1                       |
| Edirnespor                | 1:2             | 0:3           | 1:1        | 0:0          | 0:0               | 3:0         | 0:3           |            | 2:0           | 2:0                       |
| Beylerbeyi SK             | 0:2             | 1:2           | 1:1        | 0:2          | 2:1               | 0:0         | 1:1           | 4:1        |               | 1:0                       |
| Anadoluhisarı İdman Yurdu | 3:2             | 0:0           | 2:2        | 1:1          | 0:3               | 0:0         | 0:4           | 3:0        | 1:1           |                           |

### Gruppe 2
| Pl. | Verein            | Sp. | S  | U | N  | Tore    | Diff. | Punkte |
| --- | ----------------- | --- | -- | - | -- | ------- | ----- | ------ |
| 1.  | Karşıyaka SK (A)  | 18  | 11 | 2 | 5  | 031:210 | +10   | 35     |
| 2.  | Kuşadasıspor (N)  | 18  | 10 | 3 | 5  | 031:190 | +12   | 33     |
| 3.  | Aydınspor         | 18  | 9  | 5 | 4  | 029:180 | +11   | 32     |
| 4.  | Muğlaspor (N)     | 18  | 7  | 5 | 6  | 019:210 | −2    | 26     |
| 5.  | Bucaspor          | 18  | 5  | 9 | 4  | 025:240 | +1    | 24     |
| 6.  | Yeni Turgutluspor | 18  | 6  | 4 | 8  | 019:270 | −8    | 22     |
| 7.  | Yeni Salihlispor  | 18  | 5  | 6 | 7  | 014:180 | −4    | 21     |
| 8.  | Göztepe Izmir     | 18  | 5  | 5 | 8  | 024:280 | −4    | 20     |
| 9.  | Soma Linyitspor   | 18  | 4  | 8 | 6  | 016:220 | −6    | 20     |
| 10. | Balıkesirspor     | 18  | 2  | 5 | 11 | 014:240 | −10   | 11     |

| (A) | Absteiger aus der 1. Lig 1995/96                     |
| (N) | Neuaufsteiger aus der Türkiye 3. Futbol Ligi 1995/96 |

| Gruppe 2          | Karşıyaka SK | Kuşadasıspor | Aydınspor | Muğlaspor | Bucaspor | Yeni Turgutluspor | Yeni Salihlispor | Göztepe Izmir | Soma Linyitspor | Balıkesirspor |
| ----------------- | ------------ | ------------ | --------- | --------- | -------- | ----------------- | ---------------- | ------------- | --------------- | ------------- |
| Karşıyaka SK      |              | 0:0          | 0:3       | 3:0       | 1:0      | 1:0               | 2:1              | 1:1           | 5:1             | 1:0           |
| Kuşadasıspor      | 1:3          |              | 2:3       | 3:0       | 2:0      | 3:1               | 2:1              | 5:0           | 3:1             | 1:0           |
| Aydınspor         | 0:1          | 1:0          |           | 2:2       | 1:2      | 4:2               | 3:0              | 2:1           | 0:0             | 2:0           |
| Muğlaspor         | 2:0          | 2:1          | 2:0       |           | 1:0      | 1:2               | 0:1              | 2:1           | 1:1             | 3:0           |
| Bucaspor          | 4:3          | 2:2          | 1:1       | 1:1       |          | 0:0               | 1:1              | 4:3           | 1:1             | 2:0           |
| Yeni Turgutluspor | 2:3          | 1:1          | 0:2       | 0:1       | 2:1      |                   | 1:0              | 3:2           | 2:1             | 2:1           |
| Yeni Salihlispor  | 1:3          | 3:0          | 1:2       | 0:0       | 1:1      | 0:0               |                  | 1:1           | 1:0             | 1:0           |
| Göztepe Izmir     | 2:1          | 0:1          | 2:1       | 4:1       | 0:1      | 1:1               | 2:0              |               | 2:1             | 1:1           |
| Soma Linyitspor   | 2:1          | 0:2          | 1:1       | 2:0       | 2:2      | 1:0               | 0:0              | 0:0           |                 | 1:1           |
| Balıkesirspor     | 1:2          | 1:2          | 1:1       | 0:0       | 2:2      | 4:0               | 0:1              | 2:1           | 0:1             |               |

### Gruppe 3
| Pl. | Verein             | Sp. | S  | U | N  | Tore    | Diff. | Punkte |
| --- | ------------------ | --- | -- | - | -- | ------- | ----- | ------ |
| 1.  | Adanaspor          | 18  | 12 | 3 | 3  | 036:160 | +20   | 39     |
| 2.  | Mersin İdman Yurdu | 18  | 10 | 5 | 3  | 026:130 | +13   | 35     |
| 3.  | Konyaspor          | 18  | 8  | 3 | 7  | 031:210 | +10   | 27     |
| 4.  | Kemerspor          | 18  | 7  | 3 | 8  | 021:240 | −3    | 24     |
| 5.  | Düzcespor          | 18  | 5  | 8 | 5  | 028:310 | −3    | 23     |
| 6.  | Yeni Afyonspor     | 18  | 5  | 7 | 6  | 023:230 | ±0    | 22     |
| 7.  | İnegölspor (N)     | 18  | 6  | 4 | 8  | 020:240 | −4    | 22     |
| 8.  | Eskişehirspor (A)  | 18  | 5  | 6 | 7  | 019:190 | ±0    | 21     |
| 9.  | Adana Demirspor    | 18  | 4  | 6 | 8  | 017:280 | −11   | 18     |
| 10. | Alanyaspor         | 18  | 4  | 3 | 11 | 016:380 | −22   | 15     |

| (A) | Absteiger aus der 1. Lig 1995/96                     |
| (N) | Neuaufsteiger aus der Türkiye 3. Futbol Ligi 1995/96 |

| Gruppe 3           | Adanaspor | Mersin İdman Yurdu | Konyaspor | Kemerspor | Düzcespor | Yeni Afyonspor | İnegölspor | Eskişehirspor | Adana Demirspor | Alanyaspor |
| ------------------ | --------- | ------------------ | --------- | --------- | --------- | -------------- | ---------- | ------------- | --------------- | ---------- |
| Adanaspor          |           | 2:1                | 2:0       | 3:2       | 5:1       | 1:0            | 3:0        | 2:1           | 1:0             | 5:1        |
| Mersin İdman Yurdu | 1:0       |                    | 0:1       | 1:1       | 2:1       | 1:1            | 2:0        | 1:1           | 2:1             | 2:0        |
| Konyaspor          | 1:0       | 1:2                |           | 5:0       | 2:2       | 4:1            | 2:3        | 3:1           | 0:1             | 3:0        |
| Kemerspor          | 2:0       | 0:2                | 1:0       |           | 3:4       | 2:0            | 0:1        | 2:0           | 2:0             | 1:0        |
| Düzcespor          | 1:1       | 0:0                | 3:2       | 2:2       |           | 3:1            | 1:0        | 0:0           | 1:1             | 2:2        |
| Yeni Afyonspor     | 0:3       | 2:0                | 1:1       | 1:1       | 2:2       |                | 1:1        | 0:0           | 4:0             | 4:0        |
| İnegölspor         | 0:1       | 1:4                | 1:3       | 0:1       | 1:0       | 2:0            |            | 3:2           | 0:0             | 4:0        |
| Eskişehirspor      | 1:1       | 0:1                | 1:1       | 1:0       | 3:2       | 0:1            | 1:1        |               | 4:0             | 2:0        |
| Adana Demirspor    | 2:2       | 1:1                | 1:2       | 2:0       | 2:3       | 1:1            | 2:1        | 1:0           |                 | 1:3        |
| Alanyaspor         | 2:4       | 0:3                | 1:0       | 2:1       | 2:0       | 1:3            | 1:1        | 0:1           | 1:1             |            |

### Gruppe 4
| Pl. | Verein               | Sp. | S | U | N  | Tore    | Diff. | Punkte |
| --- | -------------------- | --- | - | - | -- | ------- | ----- | ------ |
| 1.  | Çaykur Rizespor      | 18  | 9 | 6 | 3  | 022:900 | +13   | 33     |
| 2.  | Erzurumspor          | 18  | 9 | 3 | 6  | 030:170 | +13   | 30     |
| 3.  | Yeni Yozgatspor      | 18  | 8 | 3 | 7  | 020:260 | −6    | 27     |
| 4.  | PTT SK               | 18  | 7 | 5 | 6  | 016:190 | −3    | 26     |
| 5.  | Erzincanspor         | 18  | 7 | 4 | 7  | 024:190 | +5    | 25     |
| 6.  | Şekerspor            | 18  | 5 | 8 | 5  | 021:220 | −1    | 23     |
| 7.  | Ankara Demirspor (N) | 18  | 6 | 4 | 8  | 018:230 | −5    | 22     |
| 8.  | Çorumspor            | 18  | 4 | 9 | 5  | 015:180 | −3    | 21     |
| 9.  | Artvin Hopaspor (N)  | 18  | 6 | 2 | 10 | 019:270 | −8    | 20     |
| 10. | Ünyespor (N)         | 18  | 3 | 8 | 7  | 017:220 | −5    | 17     |

| (N) | Neuaufsteiger aus der Türkiye 3. Futbol Ligi 1995/96 |

| Gruppe 4         | Çaykur Rizespor | Erzurumspor | Yeni Yozgatspor | PTT SK | Erzincanspor | Şekerspor | Ankara Demirspor | Çorumspor | Artvin Hopaspor | Ünyespor |
| ---------------- | --------------- | ----------- | --------------- | ------ | ------------ | --------- | ---------------- | --------- | --------------- | -------- |
| Çaykur Rizespor  |                 | 3:0         | 3:0             | 0:0    | 1:1          | 1:0       | 4:0              | 0:0       | 1:0             | 1:0      |
| Erzurumspor      | 2:0             |             | 5:2             | 2:0    | 3:0          | 4:2       | 1:0              | 0:0       | 6:0             | 2:1      |
| Yeni Yozgatspor  | 1:0             | 0:1         |                 | 2:0    | 2:0          | 1:1       | 2:0              | 1:0       | 3:1             | 1:0      |
| PTT SK           | 0:1             | 2:1         | 1:0             |        | 1:0          | 2:1       | 1:0              | 0:0       | 3:2             | 0:0      |
| Erzincanspor     | 0:1             | 1:0         | 5:1             | 3:1    |              | 3:1       | 2:1              | 4:1       | 1:2             | 1:1      |
| Şekerspor        | 1:1             | 0:0         | 2:0             | 1:1    | 1:1          |           | 0:0              | 1:1       | 1:0             | 3:2      |
| Ankara Demirspor | 1:1             | 3:2         | 1:1             | 2:0    | 1:0          | 1:2       |                  | 1:0       | 2:1             | 2:0      |
| Çorumspor        | 1:0             | 0:0         | 2:3             | 1:0    | 1:0          | 2:2       | 2:2              |           | 2:0             | 1:1      |
| Artvin Hopaspor  | 0:2             | 1:0         | 4:0             | 1:2    | 0:0          | 1:0       | 2:0              | 3:1       |                 | 0:0      |
| Ünyespor         | 2:2             | 2:1         | 0:0             | 2:2    | 0:2          | 1:2       | 2:1              | 0:0       | 3:1             |          |

### Gruppe 5
| Pl. | Verein                   | Sp. | S  | U | N  | Tore    | Diff. | Punkte |
| --- | ------------------------ | --- | -- | - | -- | ------- | ----- | ------ |
| 1.  | Kayserispor (A)          | 18  | 10 | 5 | 3  | 034:120 | +22   | 35     |
| 2.  | Diyarbakırspor           | 18  | 10 | 1 | 7  | 025:190 | +6    | 31     |
| 3.  | Hatayspor                | 18  | 7  | 6 | 5  | 028:300 | −2    | 27     |
| 4.  | Elazığspor               | 18  | 8  | 2 | 8  | 019:190 | ±0    | 26     |
| 5.  | Adıyamanspor             | 18  | 6  | 6 | 6  | 019:200 | −1    | 24     |
| 6.  | Şanlıurfaspor            | 18  | 7  | 3 | 8  | 019:220 | −3    | 24     |
| 7.  | Bingölspor (N)           | 18  | 5  | 6 | 7  | 028:330 | −5    | 21     |
| 8.  | İskenderunspor (N)       | 18  | 5  | 6 | 7  | 019:260 | −7    | 21     |
| 9.  | Malatyaspor              | 18  | 6  | 2 | 10 | 014:180 | −4    | 20     |
| 10. | Siirt Köy Hizmetleri YSE | 18  | 5  | 5 | 8  | 017:230 | −6    | 20     |

| (A) | Absteiger aus der 1. Lig 1995/96                     |
| (N) | Neuaufsteiger aus der Türkiye 3. Futbol Ligi 1995/96 |

| Gruppe 5                 |     | Diyarbakırspor | Hatayspor | Elazığspor | Adıyamanspor | Şanlıurfaspor | Bingölspor | İskenderunspor | Malatyaspor | Siirt Köy Hizmetleri YSE |
| ------------------------ | --- | -------------- | --------- | ---------- | ------------ | ------------- | ---------- | -------------- | ----------- | ------------------------ |
| Kayserispor              |     | 0:1            | 2:0       | 3:1        | 3:0          | 1:0           | 5:0        | 4:1            | 1:0         | 1:1                      |
| Diyarbakırspor           | 0:1 |                | 1:2       | 2:1        | 2:3          | 3:0           | 2:1        | 2:1            | 3:0         | 1:0                      |
| Hatayspor                | 2:2 | 3:2            |           | 0:1        | 1:1          | 3:1           | 6:4        | 2:1            | 2:1         | 0:2                      |
| Elazığspor               | 2:1 | 1:0            | 0:1       |            | 1:0          | 2:1           | 4:0        | 1:1            | 2:0         | 0:0                      |
| Adıyamanspor             | 0:2 | 1:2            | 1:1       | 1:0        |              | 2:0           | 2:1        | 0:0            | 2:0         | 2:0                      |
| Şanlıurfaspor            | 0:0 | 3:1            | 5:0       | 2:1        | 2:1          |               | 0:0        | 2:1            | 1:0         | 2:1                      |
| Bingölspor               | 2:2 | 0:1            | 1:1       | 2:0        | 2:2          | 1:0           |            | 4:2            | 2:1         | 4:0                      |
| İskenderunspor           | 2:1 | 1:0            | 2:2       | 2:1        | 0:0          | 0:0           | 2:2        |                | 2:1         | 0:1                      |
| Malatyaspor              | 0:0 | 0:0            | 1:0       | 3:0        | 2:0          | 2:0           | 2:1        | 0:1            |             | 1:0                      |
| Siirt Köy Hizmetleri YSE | 0:5 | 1:2            | 2:2       | 0:1        | 1:1          | 3:0           | 1:1        | 3:0            | 1:0         |                          |

## Aufstiegsrunde
| Pl. | Verein             | Sp. | S  | U | N  | Tore    | Diff. | Punkte |
| --- | ------------------ | --- | -- | - | -- | ------- | ----- | ------ |
| 1.  | KDÇ Karabükspor    | 18  | 12 | 3 | 3  | 029:130 | +16   | 39     |
| 2.  | Kayserispor (A)    | 18  | 11 | 2 | 5  | 031:170 | +14   | 35     |
| 3.  | Zonguldakspor      | 18  | 10 | 2 | 6  | 030:280 | +2    | 32     |
| 4.  | Mersin İdman Yurdu | 18  | 9  | 2 | 7  | 019:140 | +5    | 29     |
| 5.  | Adanaspor          | 18  | 6  | 7 | 5  | 019:200 | −1    | 25     |
| 6.  | Karşıyaka SK (A)   | 18  | 7  | 3 | 8  | 019:210 | −2    | 24     |
| 7.  | Diyarbakırspor     | 18  | 5  | 5 | 8  | 024:240 | ±0    | 20     |
| 8.  | Erzurumspor        | 18  | 4  | 5 | 9  | 012:220 | −10   | 17     |
| 9.  | Çaykur Rizespor    | 18  | 4  | 4 | 10 | 013:270 | −14   | 16     |
| 10. | Kuşadasıspor (N)   | 18  | 3  | 5 | 10 | 014:240 | −10   | 14     |

| (A) | Absteiger aus der 1. Lig 1995/96                     |
| (N) | Neuaufsteiger aus der Türkiye 3. Futbol Ligi 1995/96 |

| Aufstiegsrunde     | KDÇ Karabükspor |     | Zonguldakspor | Mersin İdman Yurdu | Adanaspor | Karşıyaka SK | Diyarbakırspor | Erzurumspor | Çaykur Rizespor | Kuşadasıspor |
| ------------------ | --------------- | --- | ------------- | ------------------ | --------- | ------------ | -------------- | ----------- | --------------- | ------------ |
| KDÇ Karabükspor    |                 | 0:2 | 5:1           | 0:1                | 3:0       | 2:0          | 2:1            | 2:2         | 1:0             | 1:0          |
| Kayserispor        | 0:0             |     | 2:1           | 1:0                | 3:1       | 2:1          | 2:1            | 2:1         | 5:2             | 3:0          |
| Zonguldakspor      | 1:3             | 2:1 |               | 0:2                | 2:1       | 3:0          | 4:1            | 0:0         | 2:1             | 3:1          |
| Mersin İdman Yurdu | 0:1             | 1:0 | 2:0           |                    | 0:0       | 0:0          | 1:0            | 1:0         | 3:0             | 1:0          |
| Adanaspor          | 1:1             | 1:0 | 2:3           | 1:0                |           | 1:2          | 2:1            | 0:0         | 2:0             | 0:0          |
| Karşıyaka SK       | 2:1             | 0:2 | 3:0           | 4:3                | 1:2       |              | 0:0            | 1:1         | 2:0             | 0:1          |
| Diyarbakırspor     | 1:2             | 3:2 | 2:2           | 3:0                | 1:2       | 1:0          |                | 4:0         | 1:1             | 1:0          |
| Erzurumspor        | 0:1             | 2:1 | 1:2           | 1:0                | 0:0       | 0:1          | 2:1            |             | 2:0             | 0:2          |
| Çaykur Rizespor    | 0:2             | 0:2 | 1:2           | 1:0                | 2:2       | 1:0          | 1:1            | 1:0         |                 | 2:0          |
| Kuşadasıspor       | 1:2             | 1:1 | 0:2           | 2:4                | 1:1       | 1:2          | 1:1            | 3:0         | 0:0             |              |

## Abstiegsrunde
Die Ergebnisse aus der Qualifikationsrunde wurden mit eingerechnet.

### Gruppe 1
| Pl. | Verein                    | Sp. | S  | U  | N  | Tore    | Diff. | Punkte |
| --- | ------------------------- | --- | -- | -- | -- | ------- | ----- | ------ |
| 1.  | Kartalspor                | 32  | 19 | 10 | 3  | 056:230 | +33   | 67     |
| 2.  | Bakırköyspor              | 32  | 11 | 8  | 13 | 055:430 | +12   | 41     |
| 3.  | Gaziosmanpaşaspor         | 32  | 10 | 11 | 11 | 027:280 | −1    | 41     |
| 4.  | Sakaryaspor               | 32  | 10 | 11 | 11 | 033:360 | −3    | 41     |
| 5.  | Beylerbeyi SK (N)         | 32  | 11 | 8  | 13 | 036:510 | −15   | 41     |
| 6.  | Edirnespor                | 32  | 10 | 9  | 13 | 033:430 | −10   | 39     |
| 7.  | Nişantaşıspor (N)         | 32  | 6  | 10 | 16 | 029:470 | −18   | 28     |
| 8.  | Anadoluhisarı İdman Yurdu | 32  | 5  | 12 | 15 | 024:590 | −35   | 27     |

| (N) | Neuaufsteiger aus der Türkiye 3. Futbol Ligi 1995/96 |

| Gruppe 1                  | Kartalspor | Bakırköyspor | Gaziosmanpaşaspor | Sakaryaspor | Beylerbeyi SK | Edirnespor | Nişantaşıspor | Anadoluhisarı İdman Yurdu |
| ------------------------- | ---------- | ------------ | ----------------- | ----------- | ------------- | ---------- | ------------- | ------------------------- |
| Kartalspor                |            | 4:2          | 2:0               | 3:0         | 1:2           | 3:0        | 3:0           | 2:0                       |
| Bakırköyspor              | 1:5        |              | 0:0               | 1:2         | 7:0           | 1:4        | 2:1           | 9:0                       |
| Gaziosmanpaşaspor         | 0:0        | 2:0          |                   | 1:1         | 0:3           | 2:3        | 1:0           | 0:0                       |
| Sakaryaspor               | 1:3        | 1:1          | 0:0               |             | 4:1           | 0:2        | 3:2           | 2:2                       |
| Beylerbeyi SK             | 3:1        | 1:1          | 3:1               | 1:1         |               | 1:0        | 2:1           | 3:2                       |
| Edirnespor                | 1:2        | 4:3          | 0:0               | 0:1         | 0:0           |            | 2:0           | 3:0                       |
| Nişantaşıspor             | 2:3        | 2:2          | 2:1               | 0:2         | 1:0           | 0:0        |               | 1:0                       |
| Anadoluhisarı İdman Yurdu | 1:2        | 0:0          | 0:1               | 1:0         | 1:1           | 0:0        | 1:0           |                           |

### Gruppe 2
| Pl. | Verein            | Sp. | S  | U  | N  | Tore    | Diff. | Punkte |
| --- | ----------------- | --- | -- | -- | -- | ------- | ----- | ------ |
| 1.  | Bucaspor          | 32  | 11 | 15 | 6  | 046:360 | +10   | 48     |
| 2.  | Aydınspor         | 32  | 13 | 8  | 11 | 049:420 | +7    | 47     |
| 3.  | Yeni Turgutluspor | 32  | 13 | 7  | 12 | 039:430 | −4    | 46     |
| 4.  | Soma Linyitspor   | 32  | 10 | 11 | 11 | 032:380 | −6    | 41     |
| 5.  | Göztepe Izmir     | 32  | 10 | 10 | 12 | 041:440 | −3    | 40     |
| 6.  | Yeni Salihlispor  | 32  | 11 | 7  | 14 | 031:370 | −6    | 40     |
| 7.  | Muğlaspor (N)     | 32  | 11 | 7  | 14 | 032:390 | −7    | 40     |
| 8.  | Balıkesirspor     | 32  | 7  | 8  | 17 | 029:420 | −13   | 29     |

| (N) | Neuaufsteiger aus der Türkiye 3. Futbol Ligi 1995/96 |

| Gruppe 2          | Bucaspor | Aydınspor | Yeni Turgutluspor | Soma Linyitspor | Göztepe Izmir | Yeni Salihlispor | Muğlaspor | Balıkesirspor |
| ----------------- | -------- | --------- | ----------------- | --------------- | ------------- | ---------------- | --------- | ------------- |
| Bucaspor          |          | 1:1       | 2:1               | 3:0             | 2:2           | 3:0              | 2:1       | 3:0           |
| Aydınspor         | 5:3      |           | 1:4               | 1:0             | 2:2           | 5:1              | 1:0       | 1:1           |
| Yeni Turgutluspor | 1:0      | 1:0       |                   | 2:1             | 2:1           | 2:1              | 0:0       | 1:3           |
| Soma Linyitspor   | 1:1      | 2:0       | 0:0               |                 | 0:3           | 0:1              | 3:1       | 2:1           |
| Göztepe Izmir     | 0:0      | 2:1       | 3:2               | 1:1             |               | 1:0              | 0:2       | 0:0           |
| Yeni Salihlispor  | 0:1      | 3:1       | 1:1               | 1:2             | 1:0           |                  | 4:1       | 3:0           |
| Muğlaspor         | 0:0      | 1:0       | 3:2               | 0:1             | 1:2           | 0:1              |           | 3:1           |
| Balıkesirspor     | 0:0      | 3:1       | 0:1               | 1:3             | 2:0           | 2:0              | 1:0       |               |

### Gruppe 3
| Pl. | Verein            | Sp. | S  | U  | N  | Tore    | Diff. | Punkte |
| --- | ----------------- | --- | -- | -- | -- | ------- | ----- | ------ |
| 1.  | Konyaspor         | 32  | 14 | 7  | 11 | 052:310 | +21   | 49     |
| 2.  | Eskişehirspor (A) | 32  | 13 | 9  | 10 | 039:260 | +13   | 48     |
| 3.  | Adana Demirspor   | 32  | 13 | 9  | 10 | 039:400 | −1    | 48     |
| 4.  | Kemerspor         | 32  | 13 | 5  | 14 | 037:380 | −1    | 44     |
| 5.  | Düzcespor         | 32  | 10 | 12 | 10 | 046:530 | −7    | 42     |
| 6.  | Yeni Afyonspor    | 32  | 10 | 9  | 13 | 041:440 | −3    | 39     |
| 7.  | İnegölspor (N)    | 32  | 8  | 10 | 14 | 037:490 | −12   | 34     |
| 8.  | Alanyaspor        | 32  | 6  | 5  | 21 | 026:690 | −43   | 23     |

| (A) | Absteiger aus der 1. Lig 1995/96                     |
| (N) | Neuaufsteiger aus der Türkiye 3. Futbol Ligi 1995/96 |

| Gruppe 3        | Konyaspor | Eskişehirspor | Adana Demirspor | Kemerspor | Düzcespor | Yeni Afyonspor | İnegölspor | Alanyaspor |
| --------------- | --------- | ------------- | --------------- | --------- | --------- | -------------- | ---------- | ---------- |
| Konyaspor       |           | 2:1           | 0:1             | 4:0       | 1:2       | 5:2            | 2:2        | 4:0        |
| Eskişehirspor   | 0:1       |               | 1:1             | 2:1       | 3:1       | 3:0            | 3:0        | 2:0        |
| Adana Demirspor | 1:0       | 1:0           |                 | 1:0       | 5:1       | 3:2            | 2:0        | 1:1        |
| Kemerspor       | 0:0       | 0:1           | 1:0             |           | 3:0       | 3:0            | 1:1        | 1:0        |
| Düzcespor       | 1:1       | 0:0           | 0:0             | 1:0       |           | 1:3            | 2:0        | 5:2        |
| Yeni Afyonspor  | 0:0       | 0:1           | 0:1             | 2:1       | 1:0       |                | 2:2        | 5:0        |
| İnegölspor      | 1:2       | 0:0           | 3:1             | 2:4       | 2:2       | 1:0            |            | 1:1        |
| Alanyaspor      | 1:0       | 0:3           | 1:3             | 0:1       | 1:2       | 0:1            | 3:2        |            |

### Gruppe 4
| Pl. | Verein               | Sp. | S  | U  | N  | Tore    | Diff. | Punkte |
| --- | -------------------- | --- | -- | -- | -- | ------- | ----- | ------ |
| 1.  | Şekerspor            | 32  | 10 | 16 | 6  | 037:300 | +7    | 46     |
| 2.  | Yeni Yozgatspor      | 32  | 12 | 9  | 11 | 034:370 | −3    | 45     |
| 3.  | PTT SK               | 32  | 12 | 8  | 12 | 031:320 | −1    | 44     |
| 4.  | Artvin Hopaspor (N)  | 32  | 12 | 7  | 13 | 037:390 | −2    | 43     |
| 5.  | Ankara Demirspor (N) | 32  | 11 | 9  | 12 | 035:320 | +3    | 42     |
| 6.  | Çorumspor            | 32  | 9  | 15 | 8  | 030:280 | +2    | 42     |
| 7.  | Ünyespor (N)         | 32  | 10 | 11 | 11 | 033:360 | −3    | 41     |
| 8.  | Erzincanspor         | 32  | 7  | 6  | 19 | 026:550 | −29   | 27     |

| (N) | Neuaufsteiger aus der Türkiye 3. Futbol Ligi 1995/96 |

| Gruppe 4         | Şekerspor | Yeni Yozgatspor | PTT SK | Artvin Hopaspor | Ankara Demirspor | Çorumspor | Ünyespor | Erzincanspor |
| ---------------- | --------- | --------------- | ------ | --------------- | ---------------- | --------- | -------- | ------------ |
| Şekerspor        |           | 0:0             | 1:0    | 1:1             | 1:1              | 3:1       | 0:0      | 2:0          |
| Yeni Yozgatspor  | 1:1       |                 | 0:0    | 1:1             | 1:0              | 0:1       | 4:1      | 3:0*         |
| PTT SK           | 2:1       | 1:0             |        | 3:0             | 0:3              | 1:2       | 0:1      | 3:0*         |
| Artvin Hopaspor  | 0:0       | 3:0             | 1:1    |                 | 1:0              | 1:1       | 2:1      | 3:0*         |
| Ankara Demirspor | 1:1       | 1:1             | 0:0    | 1:2             |                  | 0:0       | 3:0      | 3:0*         |
| Çorumspor        | 0:0       | 0:0             | 2:0    | 2:0             | 0:1              |           | 2:2      | 1:1          |
| Ünyespor         | 1:2       | 2:0             | 2:1    | 1:0             | 1:0              | 1:0       |          | 3:0*         |
| Erzincanspor     | 0:3*      | 0:3*            | 0:3*   | 0:3*            | 1:3              | 0:3*      | 0:0      |              |

- Während der Fahrt zum Auswärtsspiel gegen PTT SK prallte am 12. Januar 1997 der Mannschaftsbus von Erzincanspor mit einem Gefahrstofftransporter zusammen. Durch diesen Unfall wurden vier Personen tödlich verletzt, 24 Personen erlitten Verletzungen, wovon zehn schwer waren.[2] Da der Verein aufgrund der vielen verletzen Spieler am Spielgeschehen nicht weiter teilnehmen konnte, wurde Erzincanspor vom türkischen Fußballverband von diesem befreit und alle restlichen Spiele mit einer 0:3-Niederlage gewertet. Erzincanspor wurde aber für die kommende Saison in der 2. Lig behalten, sodass statt der üblichen zehn Absteiger diese Saison neun Mannschaften abstiegen.[3][4][5][6]

### Gruppe 5
| Pl. | Verein                   | Sp. | S  | U  | N  | Tore    | Diff. | Punkte |
| --- | ------------------------ | --- | -- | -- | -- | ------- | ----- | ------ |
| 1.  | Adıyamanspor             | 32  | 16 | 7  | 9  | 053:350 | +18   | 55     |
| 2.  | Elazığspor               | 32  | 16 | 4  | 12 | 050:380 | +12   | 52     |
| 3.  | Siirt Köy Hizmetleri YSE | 32  | 13 | 7  | 12 | 039:390 | ±0    | 46     |
| 4.  | Malatyaspor              | 32  | 13 | 4  | 15 | 034:350 | −1    | 43     |
| 5.  | Hatayspor                | 32  | 11 | 10 | 11 | 050:520 | −2    | 43     |
| 6.  | Şanlıurfaspor            | 32  | 12 | 6  | 14 | 034:350 | −1    | 42     |
| 7.  | İskenderunspor (N)       | 32  | 10 | 7  | 15 | 038:550 | −17   | 37     |
| 8.  | Bingölspor (N)           | 32  | 6  | 7  | 19 | 039:760 | −37   | 25     |

| (N) | Neuaufsteiger aus der Türkiye 3. Futbol Ligi 1995/96 |

| Gruppe 5                 | Adıyamanspor | Elazığspor | Siirt Köy Hizmetleri YSE | Malatyaspor | Hatayspor | Şanlıurfaspor | İskenderunspor | Bingölspor |
| ------------------------ | ------------ | ---------- | ------------------------ | ----------- | --------- | ------------- | -------------- | ---------- |
| Adıyamanspor             |              | 5:1        | 1:0                      | 0:0         | 3:0       | 3:1           | 3:2            | 6:1        |
| Elazığspor               | 1:2          |            | 1:1                      | 1:0         | 2:0       | 1:0           | 5:0            | 4:1        |
| Siirt Köy Hizmetleri YSE | 2:1          | 3:1        |                          | 3:1         | 1:0       | 1:0           | 1:0            | 3:0        |
| Malatyaspor              | 1:0          | 0:3        | 2:0                      |             | 3:0       | 0:0           | 3:2            | 5:1        |
| Hatayspor                | 1:2          | 5:1        | 1:1                      | 3:0         |           | 2:2           | 3:3            | 4:0        |
| Şanlıurfaspor            | 0:1          | 1:1        | 2:1                      | 1:2         | 2:0       |               | 3:0            | 1:0        |
| İskenderunspor           | 3:1          | 0:5        | 3:0                      | 2:3         | 1:2       | 1:0           |                | 1:0        |
| Bingölspor               | 2:6          | 1:4        | 3:5                      | 1:0         | 1:1       | 0:2           | 0:1            |            |

## Play-offs
Viertelfinale
| Datum                     |               | Ergebnis |                    | Spielort                |
| ------------------------- | ------------- | -------- | ------------------ | ----------------------- |
| 29. Mai 1997 um 16:00 Uhr | Kartalspor    | 2:0      | Mersin İdman Yurdu | Antalya-Atatürk-Stadion |
| 29. Mai 1997 um 19:00 Uhr | Konyaspor     | 0:3      | Adanaspor          | Antalya-Atatürk-Stadion |
| 30. Mai 1997 um 17:00 Uhr | Şekerspor     | 4:1      | Bucaspor           | Antalya-Atatürk-Stadion |
| 30. Mai 1997 um 20:00 Uhr | Zonguldakspor | 0:3      | Adıyamanspor       | Antalya-Atatürk-Stadion |

Halbfinale
| Datum                     |            | Ergebnis              |              | Spielort                |
| ------------------------- | ---------- | --------------------- | ------------ | ----------------------- |
| 1. Juni 1997 um 20:00 Uhr | Kartalspor | 3:3 n. V. (4:5 i. E.) | Adanaspor    | Antalya-Atatürk-Stadion |
| 2. Juni 1997 um 20:00 Uhr | Şekerspor  | 1:0                   | Adıyamanspor | Antalya-Atatürk-Stadion |

Finale
| Adanaspor                                                      | Adanaspor | Şekerspor | Şekerspor |
| -------------------------------------------------------------- | --- | --- | --------- |
| Adanaspor                                                      | \| Play-off-Finale \| \| 4. Juni 1997 um 20:00 Uhr in Antalya (Antalya-Atatürk-Stadion) \| \| Ergebnis: 0:0 n. V., 2:4 i. E. \| \| Schiedsrichter: Muhittin Boşat \| \| Spielbericht \|                                                | \| Play-off-Finale \| \| 4. Juni 1997 um 20:00 Uhr in Antalya (Antalya-Atatürk-Stadion) \| \| Ergebnis: 0:0 n. V., 2:4 i. E. \| \| Schiedsrichter: Muhittin Boşat \| \| Spielbericht \|                                                                 | Şekerspor |
| Adanaspor                                                      | Hasan Okan Gültang – Emrah Eren, Ali Aydoğan, Fevzi Korkmaz, İsa Turan – Şenol Yavaş, Ender Traş, Hayati Köse (62. Mehmet Öğüt) – Hamdi Demirtaş (91. Volkan Bekiroğlu), Altan Aksoy, Hamdi Aslan (80. İdris Gümüşdere) Cheftrainer: ? | Şenol Karagöl – Murat Erbasan, Burhan Koç, Engin Sayan (118. Sarper Ergün) – Barış Bayram, Ertuğrul Şerbetçi, Engin Hoşsoy, Ferruh Özgün (75. Yücel Koçak), Mustafa Öztürk – Serdar Akçay, Hakan Kurt (106. Ümit Sağıroğlu) Cheftrainer: Celal Kıbrızlı | Şekerspor |
| Adanaspor                                                      | Elfmeterschießen | | Şekerspor |
| Adanaspor                                                      | Altan Aksoy ? Şenol Yavaş ? | Mustafa Öztürk Sarper Ergün Yücel Koçak Ümit Sağıroğlu | Şekerspor |
| Adanaspor                                                      | Fevzi Korkmaz (51.) | Ertuğrul Şerbetçi (32.), Yücel Koçak (94.) | Şekerspor |
| Adanaspor                                                      | Barış Bayram (88.), Engin Sayan (118.) | | Şekerspor |
| Adanaspor                                                      | Şekerspor ist durch diesen Sieg in die 1. Lig aufgestiegen. | | Şekerspor |
| Play-off-Finale                                                | | |           |
| 4. Juni 1997 um 20:00 Uhr in Antalya (Antalya-Atatürk-Stadion) | | |           |
| Ergebnis: 0:0 n. V., 2:4 i. E.                                 | | |           |
| Schiedsrichter: Muhittin Boşat                                 | | |           |
| Spielbericht                                                   | | |           |

## Torschützenliste
Der Türkische Fußballverband (TFF) führte für alle fünf Gruppen der 2. Lig separate Torschützenlisten, bestimmte aber den Torschützenkönig zum Saisonende aus einer einzigen zusammengefügten Torschützenliste.
| Pl. | Nat.   | Spieler               | Verein           | Tore |
| --- | ------ | --------------------- | ---------------- | ---- |
| 1   | Turkei | Nail Uğur Timurcioğlu | Kartalspor       | 22   |
| 2   | Turkei | Doğan Osmanlı         | Zonguldakspor    | 18   |
| 2   | Turkei | Hamdi Aslan           | Adanaspor        | 18   |
| 3   | Turkei | Recep Umut            | Kayserispor      | 17   |
| 3   | Turkei | Erkan Taşdemir        | Göztepe Izmir    | 17   |
| 4   | Turkei | Erdoğan Yılmaz        | KDÇ Karabükspor  | 16   |
| 4   | Turkei | Hikmet Şıktaşlılar    | Yeni Salihlispor | 16   |
| 5   | Turkei | Altan Aksoy           | Adanaspor        | 15   |
| 5   | Turkei | Çetin Limanoğlu       | Bakırköyspor     | 15   |
| 5   | Turkei | Tevfik Cihan Bulut    | Bucaspor         | 15   |